# Джозеф Конрад (судно, 1961)
«Джозеф Конрад» (пол. MS Józef Conrad) — польський суховантаж, що належить польським океанським лініям. Перебував на службі протягом 1961–1973 років; списаний у 1974 році. Названий на честь Джозефа Конрада.

## Історія
Судно збудовано на югославській верфі Brodogradilište в Рієці як одне з трьох суден, призначених для південноамериканської лінії. Його спущено на воду 4 березня 1961 року, використовувати за призначенням почали з 10 листопада.
У січні 1966 року Анджей Браун, польський письменник і журналіст, вирушив у багатомісячну подорож по Індонезії слідами Джозефа Конрада. Матеріали, які привіз Браун, використано для написання двох книг: репортажу під назвою Слідами Конрада та альбому Конрад торкається Сходу .
Його останній рейс завершився входом до Хайфонга у Північному В'єтнамі 31 травня 1972 року, це був 25-й рейс цього корабля. Разом з кораблями «Кілінський» і «Монюшко», судно опинилося в пастці у замінованому американськими військовими порту. Проте американські документи свідчать, що польський суховантаж «Джозеф Конрад» увійшов до порту після замінування входу до нього. У червні частину екіпажів польських суден звільнено зі служби і повернено до країни. Під час перебування в порту, 20 грудня 1972 року, близько 4.30 ранку, корабель було пошкоджено в результаті бомбардування Хайфона американськими ВПС, які проводили операцію Linebacker II. Загалом ці заходи тривали з 18 по 29 грудня, їх проводили під керівництвом 7-ї армії Військово-повітряних сил Польщі та 77-ї палубної авіації ВМС. У межах акції американці щодня здійснювали рейди на Ханой і Хайфон та інші цілі поблизу цих міст.
Під час нальоту на облавку судна перебувало 28 осіб, троє з яких загинуло, а одна згодом померла від отриманих травм. Ще троє моряків отримали поранення.
Після припинення бомбардувань влада порту попросила судновласника (PLO) вивести судно з порту, тому делегація Польського корабельного порятунку (PRO) вирушила до Північного В'єтнаму. Судно оглянули. Згідно з описом у документації, в нього влучили дві бомби, а вогонь, викликаний бомбардуванням, випалив надбудову та середину корабля. Крім того, в машинному відділенні та двох трюмах була вода, яка потрапила через пошкоджене покриття під ватерлінією. Після огляду прийнято рішення підготувати судно до буксирування на верф, щоб вирішити його подальшу долю.
Тоді між PLO та PRO було підписано контракт про купівлю-продаж корабля, за яким судно мало перейти у власність PRO. 27 серпня 1973 року його передано ПРО. Отвори в корпусі загерметизували, воду відкачали з машинного відділення, і 2 жовтня 1973 року ПС «Джозеф Конрад» зумів дістатися на буксирі до місця утилізації суден Yau Wing Metal Co. у Гонконзі. На початку 1974 року корабель продали на металобрухт у Гаосюні, Тайвань, де в середині березня його розібрали.
Польський уряд опікувався сім'ями загиблих і виділив їм матеріальну допомогу. Постраждалих посмертно нагородили лицарськими хрестами ордена «Відродження Польщі» та Північнов'єтнамськими відзнаками.